# Domingo Pillado
Domingo Pillado (25 gennaio 1928 – 5 febbraio 2018) è stato un calciatore cileno di ruolo centrocampista.

## Carriera
Con la Nazionale cilena ha partecipato alle Olimpiadi del 1952.